# Vézelois
Vézelois és un municipi francès situat al departament del Territori de Belfort i a la regió de Borgonya - Franc Comtat. L'any 2007 tenia 835 habitants.

## Demografia

### Població
El 2007 la població de fet de Vézelois era de 835 persones. Hi havia 321 famílies de les quals 51 eren unipersonals (13 homes vivint sols i 38 dones vivint soles), 133 parelles sense fills, 128 parelles amb fills i 9 famílies monoparentals amb fills.
La població ha evolucionat segons el següent gràfic:
Habitants censats

### Habitatges
El 2007 hi havia 344 habitatges, 319 eren l'habitatge principal de la família, 5 eren segones residències i 19 estaven desocupats. 303 eren cases i 40 eren apartaments. Dels 319 habitatges principals, 275 estaven ocupats pels seus propietaris, 33 estaven llogats i ocupats pels llogaters i 11 estaven cedits a títol gratuït; 1 tenia una cambra, 7 en tenien dues, 37 en tenien tres, 82 en tenien quatre i 190 en tenien cinc o més. 295 habitatges disposaven pel capbaix d'una plaça de pàrquing. A 117 habitatges hi havia un automòbil i a 190 n'hi havia dos o més.

### Piràmide de població
La piràmide de població per edats i sexe el 2009 era:
| Homes | Edats   | Dones |
| ----- | ------- | ----- |
| 0     | 95 o +  | 0     |
| 8     | 90 a 94 | 4     |
| 4     | 85 a 89 | 8     |
| 0     | 80 a 84 | 4     |
| 12    | 75 a 79 | 8     |
| 8     | 70 a 74 | 16    |
| 20    | 65 a 69 | 24    |
| 24    | 60 a 64 | 12    |
| 20    | 55 a 59 | 32    |
| 36    | 50 a 54 | 8     |
| 36    | 45 a 49 | 32    |
| 28    | 40 a 44 | 28    |
| 36    | 35 a 39 | 40    |
| 16    | 30 a 34 | 28    |
| 4     | 25 a 29 | 4     |
| 8     | 20 a 24 | 16    |
| 16    | 15 a 19 | 20    |
| 28    | 10 a 14 | 48    |
| 20    | 5 a 9   | 20    |
| 12    | 0 a 4   | 4     |

## Economia
El 2007 la població en edat de treballar era de 537 persones, 391 eren actives i 146 eren inactives. De les 391 persones actives 366 estaven ocupades (195 homes i 171 dones) i 25 estaven aturades (7 homes i 18 dones). De les 146 persones inactives 58 estaven jubilades, 55 estaven estudiant i 33 estaven classificades com a «altres inactius».

### Ingressos
El 2009 a Vézelois hi havia 361 unitats fiscals que integraven 942 persones, la mediana anual d'ingressos fiscals per persona era de 21.693 €.

### Activitats econòmiques
Dels 26 establiments que hi havia el 2007, 4 eren d'empreses de fabricació d'altres productes industrials, 2 d'empreses de construcció, 3 d'empreses de comerç i reparació d'automòbils, 4 d'empreses de transport, 1 d'una empresa financera, 2 d'empreses immobiliàries, 6 d'empreses de serveis, 1 d'una entitat de l'administració pública i 3 d'empreses classificades com a «altres activitats de serveis».
Dels 3 establiments de servei als particulars que hi havia el 2009, 1 era una oficina bancària, 1 paleta i 1 perruqueria.
L'any 2000 a Vézelois hi havia 3 explotacions agrícoles.

## Equipaments sanitaris i escolars
El 2009 hi havia 1 escola maternal integrada dins d'un grup escolar amb les comunes properes formant una escola dispersa i 1 escola elemental integrada dins d'un grup escolar amb les comunes properes formant una escola dispersa.

## Poblacions més properes
El següent diagrama mostra les poblacions més properes.